# Диазосоединения
Диазосоединения — органические соединения общей формулы R1R2C=N+=N−, где R1,R2 = H, любой алкильный, ацильный или арильный радикал. Простейший представитель класса — диазометан CH2N2.

## Свойства
Диазосоединения, как правило, окрашены, цвет, в зависимости от структуры — от желтого до пурпурно-красного. Окраска этих веществ обусловлена делокализацией электронной пары азогруппы, которую можно представить как комбинацию резонансных структур:
Наибольший вклад вносят первая и вторая структуры, это подтверждается склонностью диазосоединений вступать в реакции 1,3-диполярного присоединения и длиной связи N-N, которая составляет ~0,113 нм, что ближе к длине тройной связи.
В ИК-спектрах диазосоединений присутствует характеристическая полоса валентных колебаний связи N-N при 2000—2200 см−1.
Низшие диазосоединения — взрывоопасные газы, высшие — жидкости или твердые вещества.

## Реакционная способность
Диазосоединения весьма реакционноспособны. Например, они легко реагируют с карбоновыми кислотами с образованием сложных эфиров. Эта реакция не требует применения катализаторов:
{\displaystyle {\mathsf {R_{2}C{\text{=}}N^{+}{\text{=}}N^{-}+R'COOH\rightarrow R'COOCHR_{2}+N_{2}}}}
Также и со всеми остальными достаточно сильными кислотами (рК < 14,5; НХ — кислота):
{\displaystyle {\mathsf {R_{2}C{\text{=}}N^{+}{\text{=}}N^{-}+HX\rightarrow R_{2}CHX+N_{2}}}}
При реакции с галогеноводородами (Х = Hal) образуются соответствующие галогенпроизодные.
При действии света диазосоединения отделяют азот, а образующиеся карбены димеризуются:
{\displaystyle {\mathsf {2RC{\text{=}}N^{+}{\text{=}}N^{-}\rightarrow [R_{2}C:]\rightarrow trans{\text{-}}R_{2}C{\text{=}}CR_{2}+2N_{2}}}}